# 華光廟 (車田鎮)
华光庙，位于中国广东省河源市龙川县车田镇，为龙川县的一个县级文物保护单位，类型为近现代重要史迹及代表性建筑，公布时间为1986年9月。
华光庙建于1926年。